# مطار أوغوستو ساندينو الدولي
مطار أوغوستو ساندينو الدولي (بالإسبانية: Aeropuerto Internacional Augusto C. Sandino)‏، (إياتا: MGA، إيكاو: MNMG)، هُو مطار دولي يقع في ماناغوا بدولة نيكاراغوا.

## الوجهات وشركات الطيران

### النقل الجوي
| شركـات طيـران           | الوجهات |
| ----------------------- | --- |
| Aeroméxico Connect      | مطار بينيتو خواريز الدولي                                                                                          |
| الخطوط الجوية الأمريكية | مطار ميامي الدولي                                                                                                  |
| Aruba Airlines          | مطار خوسيه مارتي الدولي                                                                                            |
| أفيانكا السلفادور       | مطار ميامي الدولي، مطار إل سلفادور الدولي                                                                          |
| كونفياسا                | مطار خوسيه مارتي الدولي                                                                                            |
| خطوط كوبا الجوية        | Guatemala City (تستأنف في 3 يوليو 2023)، مطار توكومين الدولي، مطار خوان سانتاماريا الدولي (تستأنف في 5 يوليو 2023) |
| La Costeña              | Bluefields، Bonanza، Corn Island، Puerto Cabezas، Waspam                                                           |
| Sansa Airlines          | مطار خوان سانتاماريا الدولي                                                                                        |
| خطوط سبيريت الجوية      | Fort Lauderdale |
| الخطوط الجوية المتحدة   | مطار جورج بوش الدولي                                                                                               |

### الشحن الجوي
| شركـات طيـران          | الوجهات                                                                           |
| ---------------------- | --------------------------------------------------------------------------------- |
| Amerijet International | مطار ميامي الدولي، مطار توكومين الدولي، San Pedro Sula                            |
| خطوط يو بي إس الجوية   | مطار ميامي الدولي، مطار توكومين الدولي، مطار إل سلفادور الدولي، مطار تامبا الدولي |